# Ралф Питърс
Ралф Питърс (на английски: Ralph Peters) е бивш американски подполковник от армията, геополитик и писател – автор на бестселъри в жанра военен и шпионски трилър и исторически военни романи. Пише и под псевдонима Оуен Пери (на английски: Owen Parry).

## Биография и творчество
Роден е на 19 април 1952 г. в Потсвил, Пенсилвания, САЩ, в семейството на Ралф Хенрих и Алис Катрин Питърс. Баща му е бил миньор и неуспешен бизнесмен, а майка му репортер към Националното списание на правителството. Израства в близкия град Шуилкил Хейвън. Учи в Университета на Пенсилвания.

### Военна кариера
През 1976 г. постъпва в армията. Първото му назначение е в Германия. След завръщането си оттам учи в Школата за офицери на армията и получава офицерски чин през 1980 г. Като офицер работи в Първи батальон на 46-и пехотен полк и в Първа бронетанкова дивизия. Прекарва 10 години на работа във военното разузнаване в Германия. По-късно става офицер в международния отдел специализиран по Съветския съюз и източния блок. Участва в работата на Генералния щаб. Последното му назначение е като заместник началник на щаба на разузнаването. По специални задачи посещава Югоизточна и Централна Азия, Кавказ, Кремъл, Пакистан и Бирма, Андите, и югозападната граница на САЩ. Пътува много в мюсюлманския свят, изучава Индия и държавите от Субсахарска Африка и Индонезия. Прави проучвания в зоните на военен конфликт като Ирак и Ливан.
Пенсионира се през 1998 г. като подполковник след 22 г. служба в армията и получава орден за заслуги. През същата година завършва с магистърска степен по международни отношения Университета „Сейнт Мери“ в Сан Антонио, Тексас.

### Писателска кариера
Започва да пише в началото на 80-те години. Първият му роман „Bravo Romeo“ издаден през 1981 г. е шпионски трилър със сцена на действие Западна Германия. Оттогава неговите романи развиват различни футуристични сценарии включващи въпроси от Червената армия до съвременния тероризъм и провалените държавни дейности. Неговите герои често са военни специалисти, които притежават знания и смелост да се справят с проблеми, които други не могат или не искат да решат.
Пише също и много документални книги на геополитическа тематика. Освен това е редовен стратегически анализатор на „Фокс Нюз“ и колумнист в „Ню Йорк Пост“ от 2002 г. Пише и множество есета по военни и стратегически въпроси в повечето от най-големите вестници и списания. В тях той развива своето основно становище, че само опитът от първа ръка по основните международни проблеми може да доведе до интелигентни решения по отношение на войната и мира.
През 2000 г. получава наградата „Херодот“ за най-добър американски исторически трилър за романа „Faded Coat of Blue“, а през 2003 г. наградата „Дашиъл Хамет“ за „Honor's Kingdom“. През 2013 г. е удостоен в литературната награда за военна литература „W.Y. Boyd“ за романът „Cain at Gettysburg“ описващ подробно събитията довели до битката при Гетисбърг и нейното развитие.
Ралф Питърс живее със семейството си в Уорентън, Вирджиния. Обича да пътува, да се занимава с туризъм и да чете.

## Произведения

### Като Ралф Питърс

#### Самостоятелни романи
- Bravo Romeo (1981)
- Red Army (1989)
- The War in 2020 (1991)
- Flames of Heaven: A Novel of the End of the Soviet Union (1993)
- The Perfect Soldier (1995)
- Twilight of Heroes (1997)
Залезът на героите, изд. „Атика“ (1999), прев. Марин Загорчев
- The Devil's Garden (1998)
- Traitor (1999)
Изменникът, изд. „Атика“ (1999), прев. Елисавета Маринкева
- The War After Armageddon (2009)
- The Officers' Club (2011)
- Cain at Gettysburg (2012)
- Hell or Richmond (2013)

#### Документалистика
- Fighting for the Future: Will America Triumph? (1999)
- Beyond Terror: Strategy in a Changing World (2002)
- Beyond Baghdad: Postmodern War and Peace (2003)
- New Glory: Expanding America's Global Supremacy (2005)
- Never Quit the Fight (2006)
- Wars of Blood and Faith: The Conflicts That Will Shape the 21st Century (2007)
- Looking For Trouble: Adventures in a Broken World (2008)
- Endless War: Middle-Eastern Islam vs. Western Civilization (2010)
- Arizona's Fight, America's Fight (2010) (with Victor Davis Hanson)
- Lines of Fire: A Generation of Visionary Work on Strategy, Intelligence and Security (2011)

### Като Оуен Пери

#### Самостоятелни романи
- The Rebels of Babylon (2005)

#### Серия „Абел Джонс“ (Abel Jones)
1. Faded Coat of Blue (1999)
2. Shadows of Glory (2000)
3. Call Each River Jordan (2001)
4. Honor's Kingdom (2002)
5. Bold Sons of Erin (2003)

#### Сборници
- Our Simple Gifts: Civil War Christmas Tales (2002)
- Strike the Harp!: American Christmas Stories (2004)